# Bentley Speed Six
Bentley Speed Six-спортивний автомобіль британського люксового виробника Bentley, який став найуспішнішим гоночним автомобілем марки. Автомобілі Bentley 61/2 і ефективніший Bentley Speed Six товариство виготовляло з 1926 по 1930 роки. На них встановлювали двигуни від менш потужнішого Bentley 41/2 Litre, але його модернізували, додавши 2 циліндри, таким чином був створений новий шестициліндровий 6,5-літровий потужний двигун для нового автомобіля. Гоночний Speed Six був представлений в 1928 році.

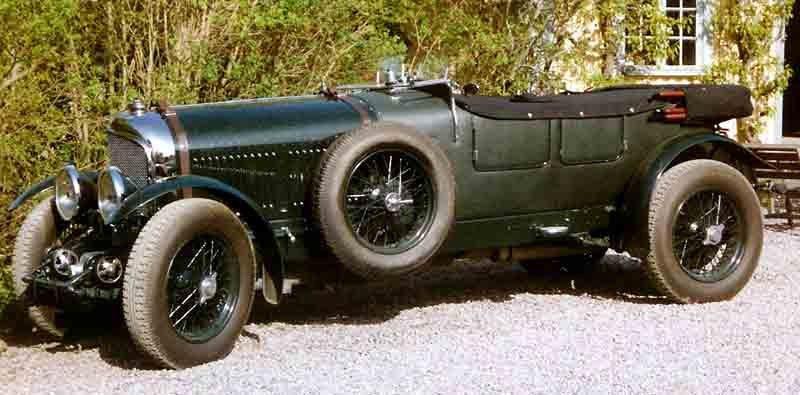
Bentley 6½-Litre Tourer

| Bentley Speed Six |                                          |
| ----------------- | ---------------------------------------- |
| Виробник          | Bentley Motors Limited, Кріклвуд, Лондон |
| Роки виробництва  | 1928—1930                                |
| К-сть екземплярів | 545                                      |
| Попередник        | 41/2Litre                                |
| Наступник         | 4 Litre                                  |
| Клас              | люксовий туристичний автомобіль          |
| Двигун            | 6.5L, 180—200к.с.(134—149 кВт)           |
| Колісна база      | 3353 мм.                                 |
| -                 | 3505 мм.                                 |
| -                 | 3569 мм.                                 |
| -                 | 3658 мм.                                 |
| -                 | 3696 мм.                                 |
| -                 | 3810 мм.                                 |
| -                 | 3848 мм.                                 |
| -                 | 3873 мм.                                 |
| Проект            | Вальтер Оуен Бентлі                      |

## Bentley 61/2Litre
Натхненням для створення автомобіля 61/2 Літра, став Rolls-Royce Phantom із закритим кузовом. Хоча авто засновано на основі Bentley 3Litre, та це не завадило втілити в ньому найновіші вдосконалення тогочасної автоіндустрії: удосконалена система щеплення, на барабанні гальма ставили по дві гальмівні колодки, що дозволяло водієві регулювати силу гальмування, в залежності від потреб, використовувати одну чи дві колодки на кожному колесі.
Подібно до 4-х циліндрового двигуна, новий 6-ти циліндровий Bentley мав чотириклапанну систему на циліндр. Автомобіль продокував від 180 до 200 к.с.(134—149 кВт.).
На вибір пропонувався великий вибір колісних баз від 3353 мм до 3873 мм.

## Bentley Speed Six
Bentley Speed Six були представлені в 1928 році, як спортивніша версія Bentley 6½ Літри. Він став найуспішнішим гоночним автомобілем товариства. Адже сам засновник підприємства-Бентлі, як головний шлях просування автомобілів вбачав у автоперегонах-«в неділю виграв гонку, в понеділок продав автомобіль», саме цим він послуговувався. Отож заводська команда товариства «Bentley Boys»-«Хлопці Бентлі» два рази поспіль у 1929 і 1930 роках вигравала 24години Le Mans.Пілотували автомобілі Вольф Барнато, «Тім» Біркін і Глен Кідстон.
Втім «шості» були також і пристосованими для їзди дорогами загального користування і багато хто використовував їх для щоденної їзди. Наприклад, Вольф Барнато користувався кількома такими автами в різних типах кузова від британського бідівника автокузовів. Два таких агрегати навіть були у розпорядженні Відділу Кримінального Розслідування поліції у Західній Австралії.
Одного вечора у березні 1930,під час вечері у готелі Carlton, Канни, заговорили про легкові автомобілі і те що Speed Six швидший за відомий тоді Блакитний експрес. Барнато заклав парі на свою перемогу. На кону стояло 100 фунтів Стерлінгів.13 березня почалося парі. О 17:45 потяг вирушив із станції Канни. Так званим штурманом Барнато був один із його друзів. До Ліона їх гонку супроводжував сильний дощ. О 4:20 вони втратили час через пошук заправної станції. Прямуючи центральною Францією,їх огортав густий туман, незабаром після того, як вони проїхали Париж, в них лопнула шина, що теж призвело до втрати часу.
Вони досягли північного узбережжя о 10:30,опісля переплили Ла Манш і акуратно припаркувавшись біля Консервативного Клубу у Лондоні на вулиці Св. Джеймса.15:20-на чотири хвилини швидше за Блакитний експрес. Так, він виграв парі і 100 фунтів, але був оштрафований французькою поліцією за перевищення швидкості на дорогах країни. Сума штрафу була значно більшою, ніж сума виграного парі.

## Блакитний Потяг Bentley
Через певний час була випущена оновлена версія «шостого», яка стала відомою, як Блакитний Потяг Bentley, шасі випускалося таке саме, але замовник міг замовити собі дещо змінений від попередньої версії кузов автомобіля, що було звичною справою на той час.

## Виробництво
За чотири роки виробництва славнозвісного гоночного автомобіля, було випущено 545 екземплярів, з них:
| Версія               | Кількість |
| -------------------- | --------- |
| Спортивний 62/2Litre | 363       |
| Гоночний Speed Six   | 182       |